# Ioannis Masmanidis
Ioannis Masmanidis est un footballeur allemand d'origine grecque né le 9 mars 1983 à Leverkusen. Il joue actuellement au FC Leverkusen au poste de milieu offensif.

## Palmarès
- Vainqueur de la Coupe de Chypre en 2010 avec l'Apollon Limassol.